# Greiner Straße
Die Greiner Straße (B 119) ist eine Landesstraße in Österreich. Sie hat eine Länge von 82 km und führt zunächst von Amstetten zur namensgebenden Stadt Grein an der Donau. Von hier setzt sie ihren Weg durch das Mühlviertel bis St. Georgen am Walde fort, bevor sie durch das Waldviertel führt. Hier verläuft die Greiner Straße über Groß Gerungs nach Weitra, wo sie am Fuß des Gratzener Bergland an der Gmünder Straße (B 41) endet.

## Besonderheiten
Berühmt ist diese Strecke vor allem wegen des sehr kurvigen Teils zwischen Grein und Dimbach, eine Strecke die im Sommer sehr gern von Motorradfahrern befahren wird. In diesem Abschnitt gab es auch schon zahlreiche schwere Unfälle mit Motorradfahrern, worauf seit September 2014 auf diesem Streckenabschnitt, ausschließlich für Motorräder, ein Tempolimit von 70 km/h erteilt wurde.

## Geschichte
Die Straße von Grein bis zur niederösterreichischen Landesgrenze wird seit 1932 als Marchsteiner Straße bezeichnet. Sie ersetzte die St. Georgen-Dimbacher Bezirksstraße, die seit 1866 als Bezirksstraße geführt wurde und in St. Nikola an der Donau endete.
Die Ardagger Straße zwischen Amstetten und dem Donauufer bei Tiefenbach gehört seit dem 1. April 1959 zum Netz der Bundesstraßen in Österreich. Sie endete an der Drahtseilfähre bei Grein, die im Mai 1858 dem Verkehr übergeben und am 24. September 1967 durch eine Straßenbrücke ersetzt wurde.
Die gesamte Strecke der Greiner Straße zwischen Weitra und Oiden gehört erst seit dem 1. Jänner 1972 zum Netz der Bundesstraßen in Österreich.